# Barbe à papa (roman)
Pour les articles homonymes, voir Barbe à papa (homonymie).
Barbe à papa est un roman d'Éric Neuhoff publié en 1995 aux éditions Belfond et ayant reçu le Prix des Deux Magots l'année suivante.

## Résumé
Mi tendre, mi drôle, un essai sur les relations entre un jeune père et son fils de deux ans.

## Éditions
- Barbe à papa, éditions Belfond, 1995  (ISBN 2-7144-3275-1).